# 岩下貞融
岩下 貞融（いわした さだみち、享和元年（1801年）1月14日 - 慶応3年（1867年）9月10日）は、江戸時代後期の国学者・歴史家である。本姓は滋野、号は桜園（おうえん）または菅山。字は会侯（のりまろ）。通称は多門。善光寺町第一の学者として知られる。

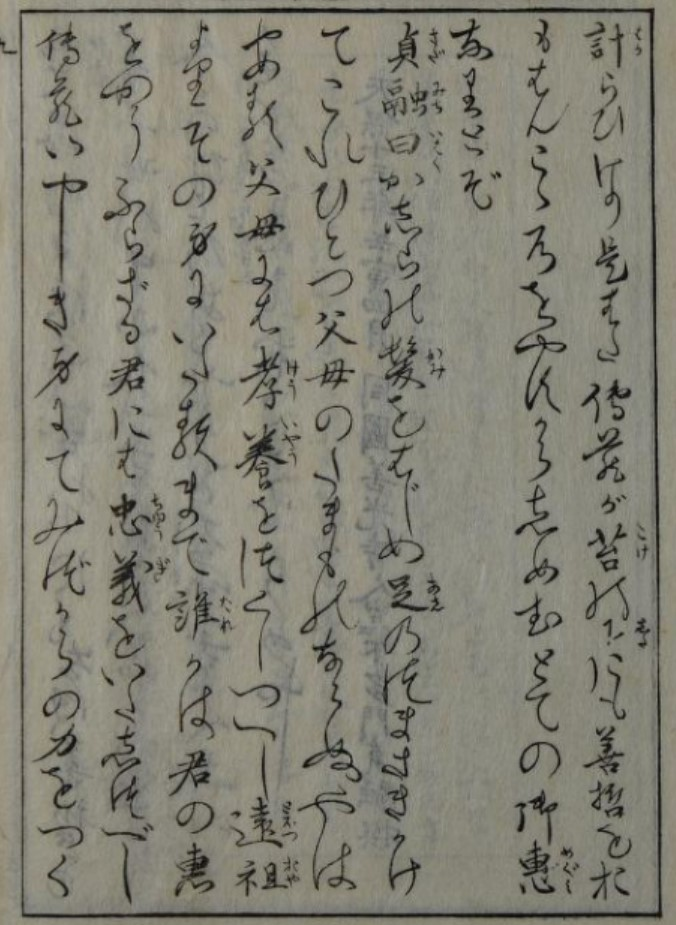
岩下貞融『義僕伝蔵伝』。4行目、貞融に「さだみち」とふりがながある。

## 名前の読み方
貞融の読みを「さだあき」とするのが散見されるが、「さだみち」が正しい。なぜなら、自著の「義僕伝蔵伝」（弘化4年）で「貞融」に「さだみち」とふりがなを振っているからである（画像を参照）。また、昭和51年（1976年）に建てられた長野市横沢町にある岩下貞融の碑の文章にも、「サダミチ」とルビが振られている。

## 生涯
商人である岩下貞諒の子として信濃の善光寺大門町に生まれる。11歳でに善光寺大勧進の寺侍となり、文政3年（1820年）に名古屋で冢田大峯に学ぶ。次いで京都で頼山陽に学び、翌年善光寺に帰る。文政5年（1822年）には江戸に行き、清水浜臣に学んだ。
和漢の学に通じ、和歌・詩文・国学関係の多くの著書をなした。また、善光寺の歴史や古典籍の注釈などにも豊富な知識を有し、詩歌書画も能くした。雅楽を奏する楽人でもあった。近世善光寺を代表する学者で、伴信友や黒川春村、『江戸繁昌記』で有名な寺門静軒等多くの学者とも交流を持った。
小林一茶を世に出した人々の一人であり、羽田墨芳の『一茶発句集』（嘉永版）に序文を寄せて、一茶を称えている。また漢詩文集『桜園雨後』では、一茶の「松陰に寝てくふ六十余州哉」を、神社の幟用に「松陰于寝食六十有余州」と作り変えている。
きわめて多数の著作があったが、弘化4年（1847年）の善光寺大地震で多くの著作が失われてしまい、現存するものは少ない。この時、岩下は父祖伝来の太刀、琵琶をはじめ、岩下文庫の書籍およそ5000巻を焼失したという。
慶応3年（1867年）死去。享年67歳。法名「菅山院釈敬道桜園居士」。墓は長野市の康楽寺にある。
また、善光寺西の横沢町の旧居跡に、「桜園岩下貞融顕彰碑」が建てられている。

## 著書
- 『善光寺史略』 
  - 善光寺についての初めての研究書。[5]善光寺の歴史を編年体で記したもの。史料をそのまま掲げ、「貞融曰」として著者の考察を加えている。引用書目は、善光寺縁起、記紀をはじめ70数種にも及び、著者の博識ぶりをうかがわせる。[6]
- 『善光寺別当伝略』
  - 『天八衢』の末尾にある「桜園著書目録」に「二巻」とあるが、現存するのは一巻である。若麻績東人善光より、権僧正尭淳に至るまでの大勧進別当の伝記。[6]
- 『芋井三宝記』
  - 本来24巻からなる大著で、善光寺に関する総合研究書として注目すべきものであるが、惜しくも善光寺大地震で失われ、先頭の6巻を残すのみとなった。[6]
- 『不繋舟（つながぬふね）』
  - 3巻。和文和歌集。和文53編、和歌277首を収める。「つながぬ舟」とは、江戸における岩下の仮寓の名であった。隅田川に浮かぶ「つながぬ舟」は、朝に上野の丘にあるかと思えば、夕べには竹芝の浦に釣る、岩下の自由気ままな生活の象徴であった。岩下の文と歌を集めたものは、本来『桜園集』10巻、『桜園外集』6巻であったが、善光寺大地震で失われてしまったため、『不繋舟』としてまとめたのだという。安政5年（1858年）出版。[6]
- 『桜園雨後』
  - 4巻2冊。漢文詩集。巻1は文化13年（1816年）より文政8年（1825年）に至る詩103首、巻2は文政9年（1826年）より弘化4年（1847年）に至る詩44首、巻3は引、記、碑文、銘、題跋、像賛、幟、連を収め、巻4は嘉永2年（1849年）より文久2年（1862年）に至る詩118首である。文久2年出版。[6]
- 『天八衢（あめのやちまた）』
  - 国学者としての岩下の神道思想書である。嘉永2年（1849年）刊。[6]
- 『義僕伝蔵伝』
  - 1巻。伝蔵という高井郡中島村出身の人物の伝記である。弘化4年（1847年）刊。[6]
- 『堤中納言物語標注』
  - 1巻。岩下貞融の著書の中で最も高い評価を受けている。『堤中納言物語』を解題し、本文に注を加えたもの。昭和16年（1941年）藤田徳太郎が『王朝文学の歴史と精神』の中で紹介してから世に出、昭和42年（1967年）刊の土岐武治『堤中納言物語の研究』には20ページにわたって詳説されている。[6]
- 『ひとりごと』
  - 1巻。日本における香の歴史を述べた書。[6]
- 『桜園集』
  - 10巻。善光寺大地震で文3巻歌１巻を残して焼失。[6]
- 『桜園外集』
  - 6巻。『桜園集』の続編で、和文和歌集。善光寺大地震で1巻を残して焼失。[6]
- 『草津私記』
  - 1巻。天保3年、大勧進別当光純に供して草津温泉に遊んだ時の紀行と思われる。[6]
- 『沓野日記』
  - 1巻。文政9年沓野の温泉に遊んだ時の日記。[6]
- 『桜園詩文』
  - 漢詩文集。善光寺大地震で1巻を残して焼失。所在不明。[6]
- 『桜園詩話』
  - 3巻。地震で2巻を焼失。所在不明。[6]
- 『枕草子夜話抄』
  - 『枕草子』の注釈書。「桜園著述目録」にその名が見え、『不繋舟』にはその自序のみが載る。所在不明。[6]
- 『天の御中』
  - 1巻。神道思想の書。所在不明。[6]

以下は焼失したものである。
- 『孝経集伝』
- 『中庸微頭』
- 『二十四番唱和詩』
- 『六運要略』
- 『転音例』
- 『伊呂波小伝』
- 『歌体弁』
- 『管樵暇筆』
- 『桜園叢書』
- 『桜園叢説』